# Brętowo

Lage des Stadtbezirks Brętowo in Danzig

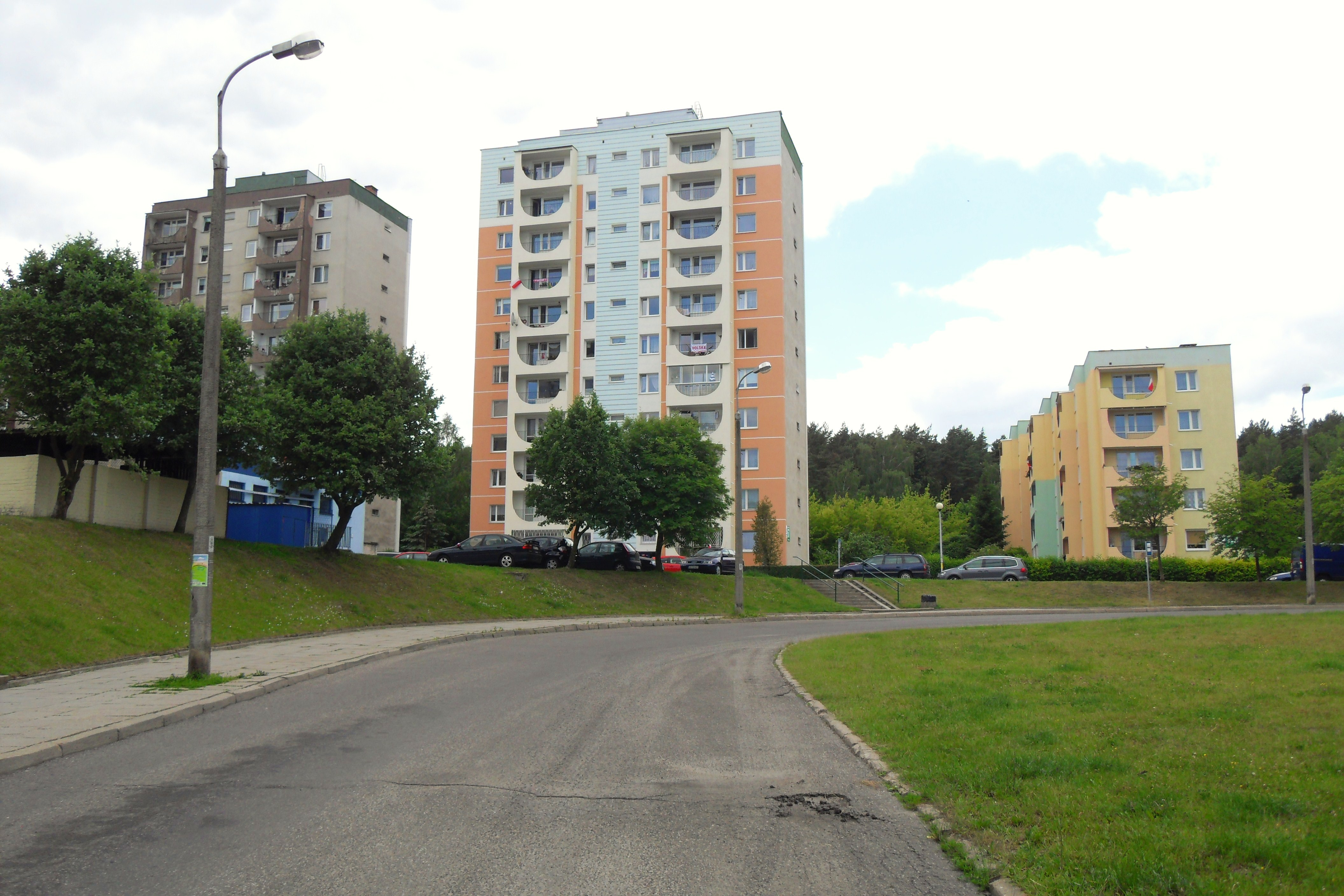
Brętowo Niedźwiednik

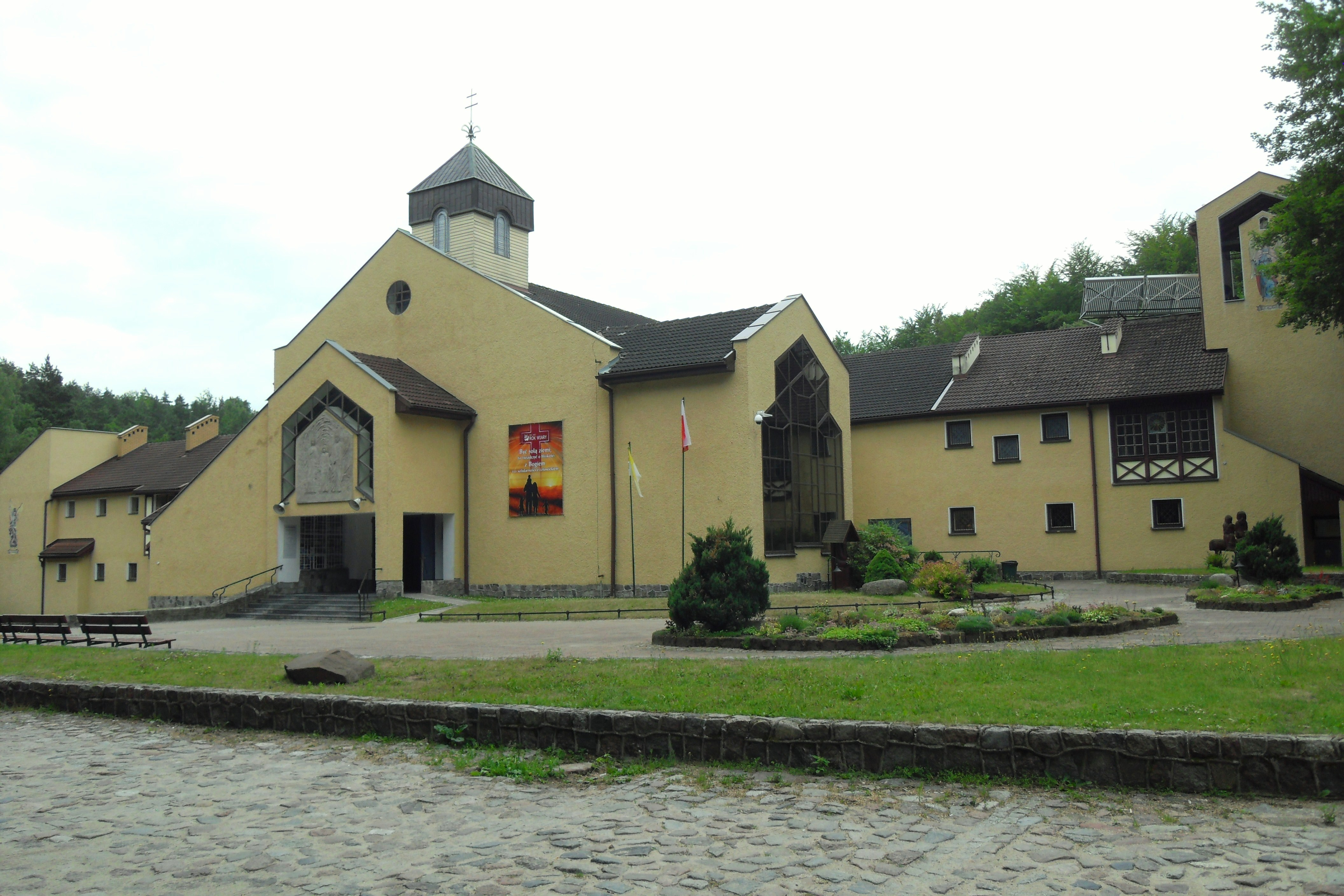
Pfarrkirche in Matemblewo

Brętowo (kaschubisch Brãtowò; deutsch Brentau) ist ein Stadtbezirk von Gdańsk (Danzig) in Polen, dieser umfasst eine Fläche von 7,1 km² und zählt 7643 Einwohner mit einer Bevölkerungsdichte von 1079 Einwohnern/km². Das Gebiet kam 1933 administrativ zur Stadt Danzig.

## Geographie
Der Bezirk liegt im Westen des heutigen Stadtgebiets und grenzt an die Stadtbezirke Oliwa, VII Dwór, Wrzeszcz Górny, Piecki-Migowo, Jasień und Matarnia.

### Gliederung
Historisch ist der Bezirk entstanden aus:
- Brętowo (Brentau)
- Lipnik (Leipzig)
- Matemblewo (Matemblewo)
- Niedźwiednik (Bärenwinkel)
- Nowiec (Nawitz).

## Geschichte
Brętowo hieß auch Brentowo, schließlich Brentau und gehörte ab 1818 zum Landkreis Danzig und kam mit ihm 1871 an Deutschland. Mit Auflösung des Kreises kam Brentau 1887 an den neuen Kreis Danziger Höhe und mit diesem 1920 bis 1939 zum Mandatsgebiet Danzig des Völkerbundes. 1933 schied Brentau aus dem Kreis aus und wurde nach Danzig eingemeindet. 1939 annektierte das Dritte Reich in einem völkerrechtlich nicht anerkannten Akt das Mandatsgebiet, verleibte es dem besatzungsamtlichen Danzig-Westpreußen ein, zu dem Brentau (wie ganz Danzig) bis Ende des Zweiten Weltkriegs gehörte.

## Sehenswürdigkeiten und Gebäude
- Sanktuarium Matki Bożej Brzemiennej in Matemblewo (Matęblewo) mit Pfarrkirche, Waldkapelle und Papstaltar.

## Verkehr
Der Bezirk Brętowo ist über die Bahnhöfe Gdańsk Brętowo und Gdańsk Niedźwiednik auf der neuen Bahnstrecke Gdańsk Wrzeszcz–Gdańsk Osowa, die von der PKM betrieben wird, an den Flughafen und den Fernbahnhof Gdańsk Wrzeszcz angebunden.